# Oreoicidae
Oreoicidae es una pequeña familia de aves paseriformes. La familia contiene tres géneros, con solo una especie en cada uno de ellos. Dos de sus miembros son nativos de Nueva Guinea y el tercero de Australia.

## Taxonomía
Las tres especies que componen la familia han tenido una clasificación difícil, y se han estado permutando entre distintas familias durante cincuenta años, entre ellas Colluricinclidae, Corvidae, Falcunculidae y Pachycephalidae. Varios estudios de ADN de pájaros de Australasia realizados entre 2006 y 2001 encontraron pruebas de la estrecha relación entre los tres géneros como para agruparlos en una nueva familia, que fue formalmente descrita en 2016 (aunque el nombre había propuesto por Sibley y Ahlquist en 1985) .

### Géneros y especies
La familia contiene tres géneros monotípicos:
- Aleadryas
  - Aleadryas rufinucha - silbador nuquirrufo;
- Ornorectes
  - Ornorectes cristatus - pitohuí crestado;
- Oreoica
  - Oreoica gutturalis - silbador campanillero.

## Descripción
Los miembros de la familia comparten pocas características comunes. Son pájaros insectívoros de tamaño medio o medio pequeño, con cuerpos robustos, y con longitudes corporales que oscinlan entre los 16,5-18 cm del más pequeño, el silbador nuquirrufo, y los 25-26 cm del mayor, el pitohuí crestado. Además todos tienen penachos semierectiles en la cabeza y picos parecidos a los de los alcaudones. Su plumaje o bien es igual en ambos sexos (como en silbador nuquirrufo y el pitohuí crestado), o bien es ligeramente diferente (como en el silbador campanillero).

## Distribución y hábitat
La familia ocupa varios tipos de hábitats. Dos de sus especies (el silbador nuquirrufo y el pitohuí crestado) son endémicas de Nueva Guinea, mientras que el silbador campanillero es endémico de Australia. Las dos especies de Nueva Guinea se encuentran en los bosques húmedos (de tierras bajas y montes en el caso del pitohuí crestado, y bosque de montaña en el caso del silbador nuquirrufo. El silbador campanillero en cambio ocupa hábitats más secos en Australia, como zonas de matorral y bosques secos.